# لاجوس كيس (سباق قوارب)
لاجوس كيس (بالمجرية: Kiss Lajos)‏ رياضي «سباقات قوارب» مجري كان ينافس في تلك الرياضة بخمسنيات القرن الماضي، ولد في 22 مايو 1934 في ميشكولتس في المجر، وتوفي في 31 أغسطس 2014.
فاز بالميدالية البرونزية في سباق 1000 متر لسباق القوارب، بالألعاب الأولمبية الصيفية سنة 1956م في مدينة ملبورن بأستراليا، والتي كادت أن تتعطل بسبب العدوان الثلاثي على مصر واجتياح الدبابات السوفيتية للمجر، وقاطعت الدورة 5 دول هي مصر، لبنان، العراق، هولندا، أسبانيا.

## وصلات خارجية
- لايوش كيش على موقع أوليمبيديا (الإنجليزية)